# 7186 Томіока
7186 Томіока (7186 Tomioka) — астероїд головного поясу, відкритий 26 грудня 1991 року.
Тіссеранів параметр щодо Юпітера — 3,511.
Названо на честь Томіоки (яп. とみおか(富岡) томіока).